# Vargeão
Vargeão is een gemeente in de Braziliaanse deelstaat Santa Catarina. De gemeente telt 3.685 inwoners (schatting 2009).

## Aangrenzende gemeenten
De gemeente grenst aan Abelardo Luz, Faxinal dos Guedes, Ipumirim, Passos Maia en Ponte Serrada.